# Henryk Kowalski
Henryk Kowalski (nascido em 17 de julho de 1933) é um ex-ciclista profissional polonês. Venceu as edições de 1957 e 1961 da Volta à Polônia. Também venceu a edição de 1967 da Volta à Cuba.